# Lijst van Finse autosnelwegen

Fins snelwegnet (in het blauw)

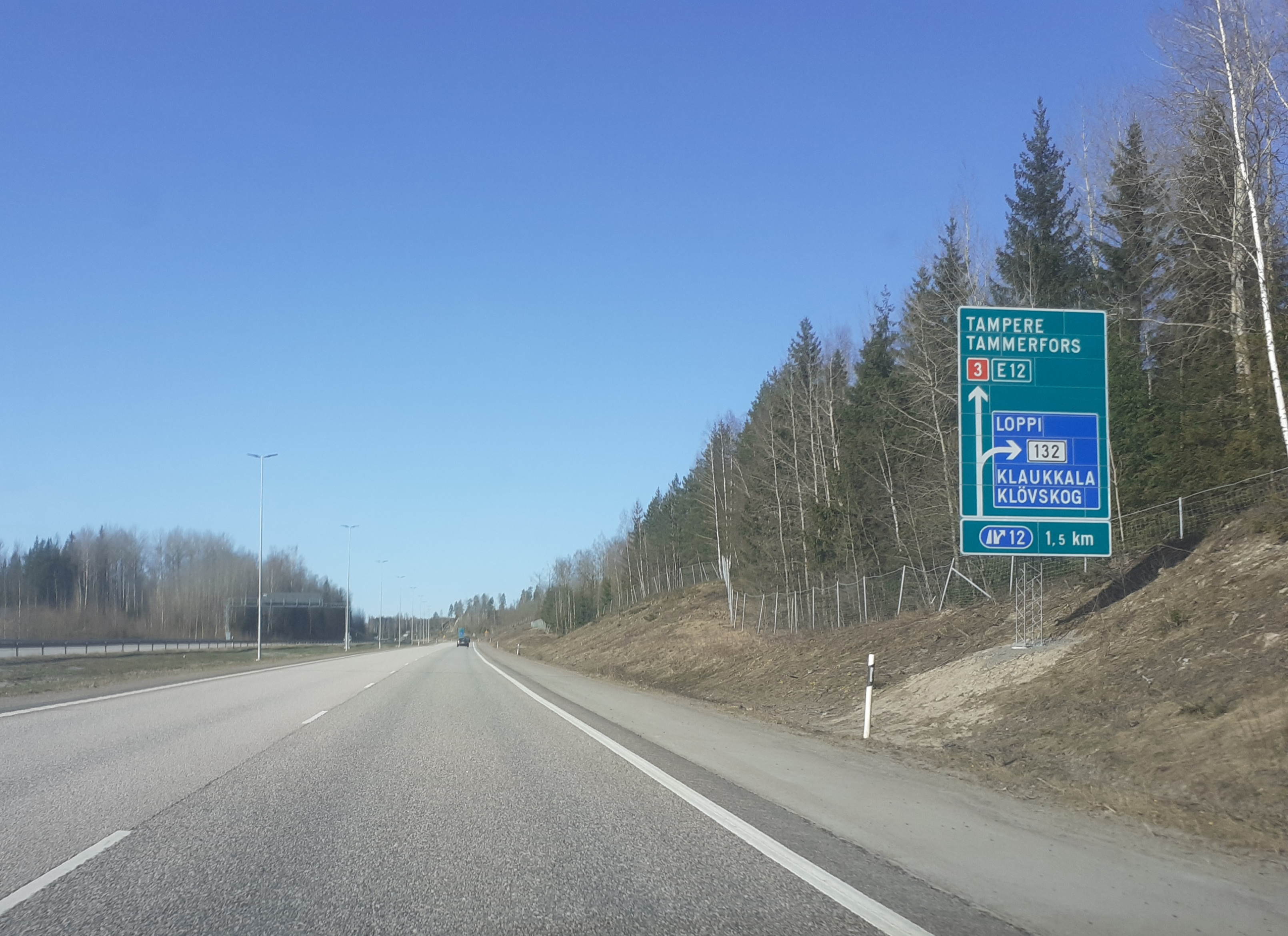
Finse snelweg 3

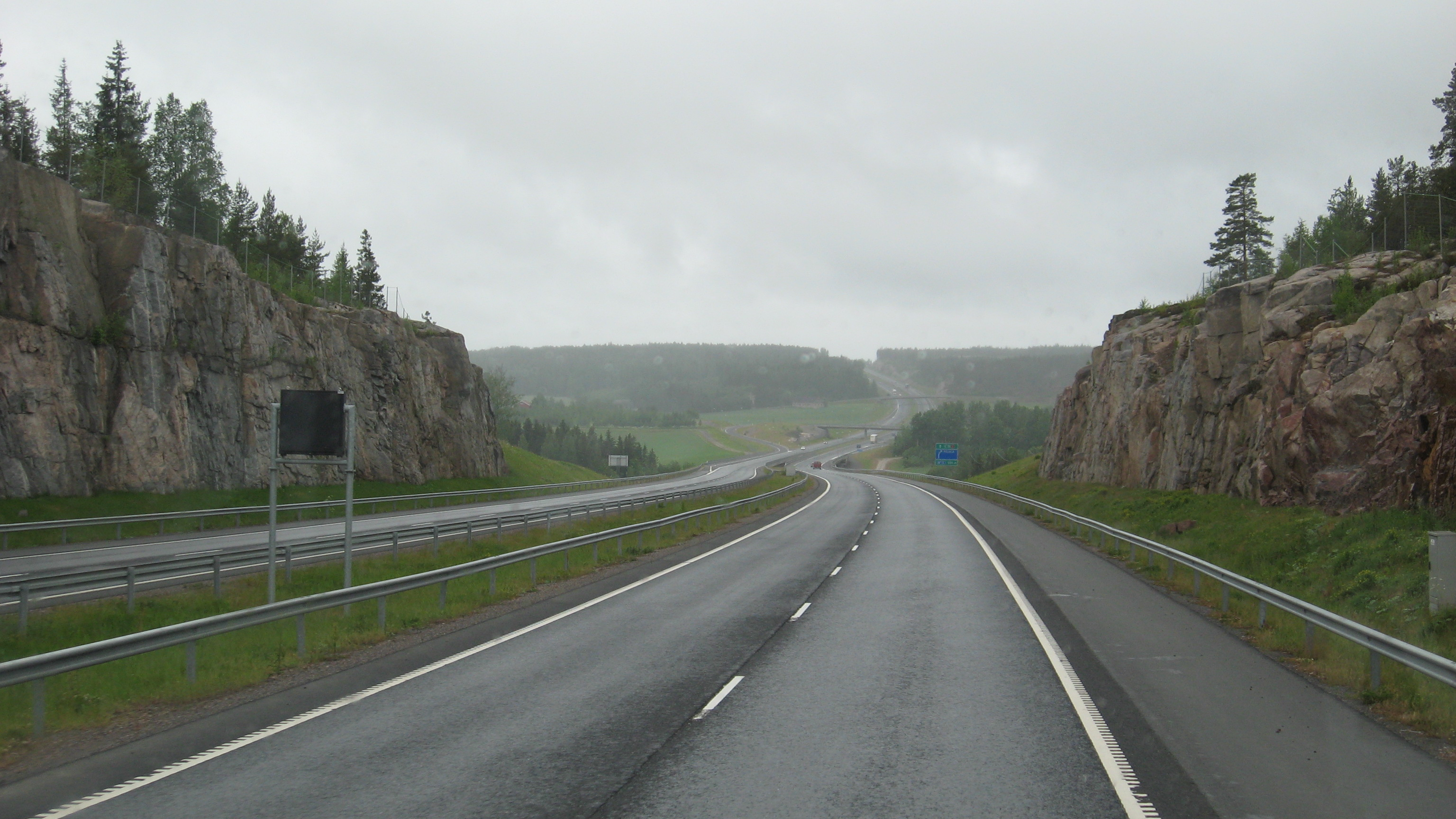
Finse snelweg 1

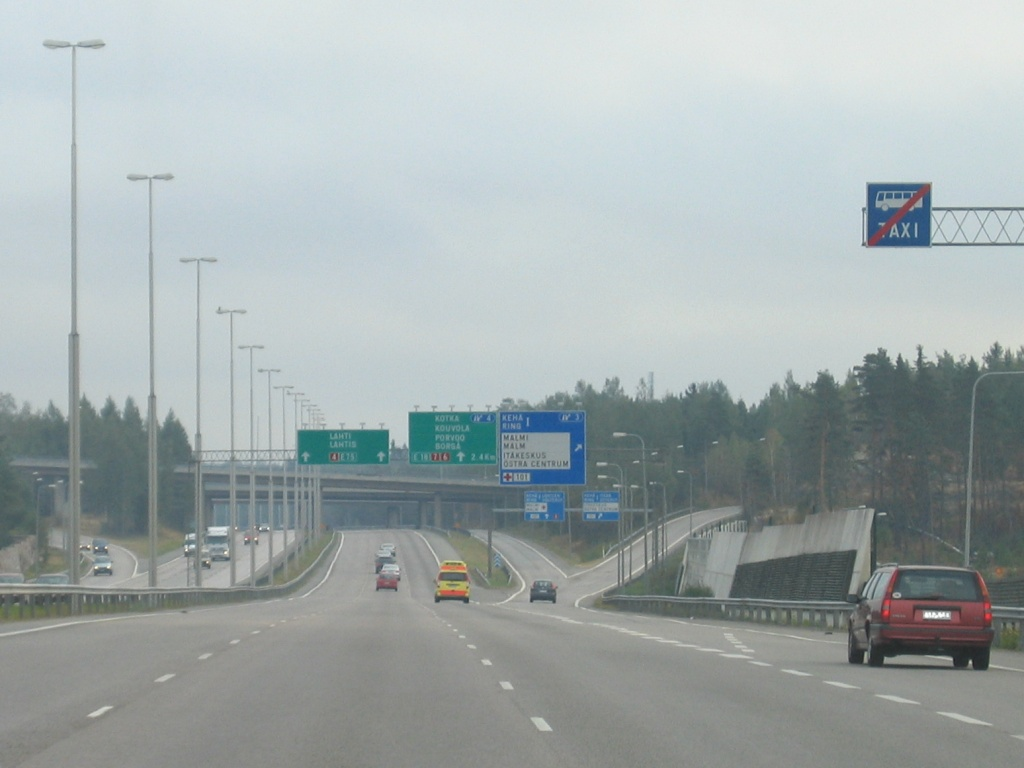
Snelweg in Helsinki

Hieronder volgt een overzicht van de autosnelwegen in Finland.
Aangezien Finland een van de dunst bevolkte landen van Europa is, is er niet veel noodzaak om snelwegen aan te leggen. De eerste snelweg in Finland was de Valtatie/Riksväg 1 van Turku tussen de twee grootste Finse steden: Helsinki en Turku, die in 1962 werd voltooid. Pas in de jaren 1990 werden andere snelwegen aangelegd. In 2019 was er 926 km snelweg. Bepaalde delen van hoofdwegen (valtatie/riksväg) tussen steden werden omgebouwd tot autosnelweg.
Finland heeft wel het noordelijkst gelegen snelwegtraject ter wereld: een klein stukje tussen de plaatsen Tornio en Kemi.
| Wegnummer | Traject snelweg                                            |
| --------- | ---------------------------------------------------------- |
|           | Helsinki - Turku                                           |
|           | Helsinki - Tampere                                         |
|           | Helsinki - Heinola, rond Jyväskylä, rond Oulu en rond Kemi |
|           | Varkaus - Joroinen                                         |
|           | Lappeenranta - Imatra                                      |
|           | Helsinki - Vaalimaa (grens met Rusland)                    |
|           | Turku – Nousiainen en Vaasa - Helsingby                    |
|           | Snelwegdelen rond Turku, Tampere, Jyväskylä en Kuopio      |
|           | Nokia – Tampere en een stuk van 6 km rond Lahti            |
|           | Kemi – Tornio (noordelijkste autosnelweg ter wereld)       |